# Luật Đất đai (Việt Nam)
Luật Đất đai của nước CHXHCN Việt Nam được ban hành lần đầu tiên vào năm 1987. Luật này quy định về quản lý và sử dụng đất đai. Luật đã được sửa đổi và được đa số đại biểu Quốc hội bỏ phiếu thuận vào ngày 29 tháng 11 năm 2013. Luật Đất đai sửa đổi có giá trị từ ngày 1 tháng 7 năm 2014. Theo Hiến pháp Việt Nam và luật Đất đai mới, đất đai vẫn thuộc quyền sở hữu của toàn dân, không công nhận quyền sở hữu đất đai của tư nhân. Ở Việt Nam người dân chỉ được quyền sử dụng đất được nhà nước giao cho.

## Nội dung
Luật Đất đai năm 2003 gồm có 146 điều, nằm trong bảy chương.
Luật Đất đai năm 2013 thay thế cho Luật Đất đai năm 2003, có thêm 7 chương và 66 điều với 11 điểm mới nổi bật.
Luật Đất đai năm 2024 thay thế cho Luật Đất đai 2013, gồm 16 chương với 260 điều (có thêm 2 chương và 48 điều so với Luật Đất đai 2013).

## Bất cập cần sửa đổi
Thực tiễn phát triển kinh tế xã hội đã cho thấy Luật Đất đai năm 2003 có nhiều vấn đề kìm hãm sự phát triển. Các tổ chức quốc tế khuyến nghị Việt Nam cần sửa đổi Luật Đất đai.
Việc quản lý đất đai cũng đang trở thành một vấn đề nóng bỏng và đáng quan ngại tại Việt Nam. Rất nhiều trường hợp, cá nhân hoặc tập thể, những người bị mất đất khiếu nại tới chính phủ Việt Nam và thậm chí dẫn tới những vụ biểu tình, bạo động phản đối trong thời gian gần đây. 70% tổng số các vụ khiếu kiện có nguyên nhân từ đất đai..
Đó là chưa kể tình trạng "tham nhũng liên quan tới đất đai được nhận định là ngày càng trở nên phổ biến" và "những người sử dụng đất hầu như có rất ít quyền".
Tổ chức Liên Hợp Quốc tại Việt Nam nhấn mạnh: 
"Đối xử công bằng giữa các đối tượng sử dụng đất là rất quan trọng đối với tăng trưởng công bằng hơn và phát triển con người ở Việt Nam."
"Việc sửa đổi Luật Đất đai là một cơ hội quan trọng nhằm đảm bảo công bằng lợi ích giữa các nhà đầu tư và nông dân, và tăng tính minh bạch và trách nhiệm giải trình trong quản trị đất đai tại Việt Nam"
Ngân hàng Thế giới tại Việt Nam cũng nhấn mạnh tầm quan trọng của việc sửa đổi luật đất đai tại Việt Nam.
"Điều quan trọng là sửa đổi Luật Đất đai cần tạo ra một môi trường thuận lợi hơn cho việc quản lý đất đai một cách hiệu quả, công bằng và bền vững hơn về môi trường đối với nguồn tài nguyên đất đai khan hiếm."
Hiện có sự khác biệt lớn giữa cách nhìn luật đất và chế độ sở hữu đất ở Việt Nam và trên thế giới, nhất là tại các quốc gia cấp viện giúp Việt Nam cải tổ hệ thống pháp luật. Các nước này có quan điểm rằng sở hữu tư nhân về đất đai gắn liền với các quyền kinh tế và dân sự cơ bản của công dân. Đa số các quốc gia trên thế giới công nhân đa sở hữu.

## Quá trình sửa đổi
Từ tháng 3 năm 2013, Quốc hội Việt Nam đưa ra dự thảo sửa đổi. Tranh luật diễn ra sôi nổi, đặc biệt về đất đai thuộc sở hữu của ai, và thu hồi đất đai như thế nào. Đợt sửa đổi đất đai này gắn liền với Đợt sửa đổi Hiến pháp 2013.
Cựu Phó Chủ nhiệm Văn phòng Quốc hội Luật sư Trần Quốc Thuận nói các đề nghị sửa đổi Luật Đất đai hiện nay không giải quyết tận gốc vấn đề, khó chấm dứt những khiếu kiện về đất đai vốn chiếm tới 70% tổng số các vụ khiếu kiện và dẫn tới những vụ nổ súng như của gia đình Đoàn Văn Vươn và Đặng Ngọc Viết.. Theo ông này Hiến pháp và Luật Đất đai sửa đổi vẫn cho phép thu hồi và giải tỏa đất đai để phát triển kinh tế xã hội là "rất dễ sợ" và là "mối lợi vô cùng lớn" khiến nhiều người giàu lên . 

## Một số điểm mới của Luật Đất đai 2013
1 - Bổ sung quy định nhà đất là tài sản chung của nhiều người thì cấp mỗi người 01 Sổ đỏ hoặc cấp chung 01 Sổ đỏ và trao cho người đại diện; nếu đất là tài sản chung của vợ chồng thì Sổ đỏ ghi cả họ, tên vợ, họ, tên chồng (trừ khi vợ, chồng có thỏa thuận ghi tên một người).
Ngoài ra, Luật cũng công nhận quyền sử dụng và cấp Sổ đỏ cho nhiều trường hợp hộ gia đình, cá nhân, cộng đồng dân cư đang sử dụng đất và không có các giấy tờ về quyền sử dụng đất. Đình, đền, miếu, am, từ đường, nhà thờ họ được UBND cấp xã xác nhận là đất sử dụng chung cho cộng đồng dân cư cũng là đối tượng được cấp sổ đỏ.
2 - Nâng thời hạn giao đất nông nghiệp trong hạn mức đối với hộ gia đình, cá nhân từ 20 năm lên 50 năm, thống nhất cho các loại đất nông nghiệp (đất trồng cây hàng năm và đất trồng cây lâu năm, đất lâm nghiệp); cho phép hộ gia đình, cá nhân tích tụ với diện tích lớn hơn (không quá 10 lần hạn mức giao đất nông nghiệp).
3 - Bổ sung và quy định rõ quyền và nghĩa vụ sử dụng đất của người dân trong vùng quy hoạch đã được cơ quan Nhà nước có thẩm quyền phê duyệt. Thông tin về nội dung của quy hoạch, kế hoạch sử dụng đất cấp quốc gia, cấp tỉnh, cấp huyện được công khai và nhân dân có thể đóng góp ý kiến trên trang thông tin điện tử.
4 - Luật Đất đai 2013 quy định đầy đủ hơn về việc thu hồi đất, bồi thường, hỗ trợ tái định cư đảm bảo công khai, minh bạch và quyền lợi của người có đất thu hồi đồng thời khắc phục một cách có hiệu quả những trường hợp thu hồi đất mà không đưa vào sử dụng, gây lãng phí, tạo nên các dư luận xấu trong xã hội.
5 - Luật quy định khung giá đất do Chính phủ ban hành, định kỳ 05 năm một lần đối với từng loại đất, theo từng vùng và công bố công khai vào ngày 01/01 của năm đầu kỳ; bỏ quy định việc công bố bảng giá đất vào ngày 01/01 hàng năm. Bảng giá đất chỉ áp dụng đối với một số trường hợp thay cho việc áp dụng cho tất cả các mục đích như quy định hiện hành.
6 - Quy định cụ thể các trường hợp phải công chứng, chứng thực hợp đồng, văn bản thực hiện các quyền của người sử dụng đất và nhấn mạnh việc công chứng được thực hiện tại các tổ chức hành nghề công chứng, chứng thực được thực hiện tại UBND cấp xã giúp người dân thực hiện giao dịch dễ dàng hơn.

## Luật Đất đai 2024
Ngày 18/1/2024, tại Kỳ họp bất thường lần thứ 5, Quốc hội khóa XV đã thông qua Luật Đất đai 2024 thay thế cho Luật Đất đai 2013.
Luật Đất đai 2024 sẽ chính thức có hiệu lực từ ngày 01/01/2025, riêng Điều 190 và Điều 248 của Luật Đất đai 2024 có hiệu lực thi hành từ ngày 01/4/2024.
Trong phạm vi điều chỉnh của Luật Đất đai 2024 có bao gồm điều chỉnh quyền và nghĩa vụ của công dân đối với đất đai thuộc lãnh thổ của nước Cộng hòa xã hội chủ nghĩa Việt Nam. Còn trong Luật Đất đai 2013 thì không. Vấn đề này được thể hiện bằng việc Luật Đất đai 2024 đã bổ sung thêm một mục 3 Chương II quy định về Quyền và nghĩa vụ của Công dân đối với đất đai. Còn trong Luật Đất đai 2013 chỉ quy định hoạt động giám sát của Công dân đối với việc quản lý và sử dụng đất đai.

## Hội thảo

### 2022

#### Hội thảo tổng kết thi hành Luật Đất đai và xây dựng dự án Luật Đất đai (sửa đổi)
- Ngày 05/01/2022, Bộ Tài Nguyên Môi Trường tổ chức Hội thảo trực tuyến với các Bộ, ngành, cơ quan Trung ương để trao đổi về các nội dung tổng kết thi hành Luật Đất đai và xây dựng dự án Luật Đất đai (sửa đổi). Thứ trưởng Bộ Tài nguyên và Môi trường Lê Minh Ngân chủ trì Hội thảo. Theo đó, tại Hội thảo các đại biểu đã trao đổi, thảo luận về những kết quả đạt được, khó khăn, vướng mắc trong tổ chức thi hành Luật Đất đai; những bài học kinh nghiệm và các giải pháp cụ thể để khắc phục, đặc biệt là các giải pháp chính sách đột phá cần phải có để quản lý chặt chẽ, khai thác hiệu quả, bền vững tài nguyên, tài sản đất đai.  Ngoài ra các đại biểu cũng thảo luận về bố cục của dự thảo Luật; một số định hướng dự kiến sửa đổi cụ thể trong dự thảo Luật Đất đai (sửa đổi); những nội dung khác chưa được đề cập đến trong dự thảo Luật Đất đai (sửa đổi) nhưng đã phát sinh trên thực tiễn hoặc những chính sách cần phải tính đến để Luật Đất đai có được tầm nhìn dài hạn….[13]